# Havstjärnen (Gagnefs socken, Dalarna)
Havstjärnen är en sjö i Gagnefs kommun i Dalarna och ingår i Dalälvens huvudavrinningsområde.